# Ostbahn

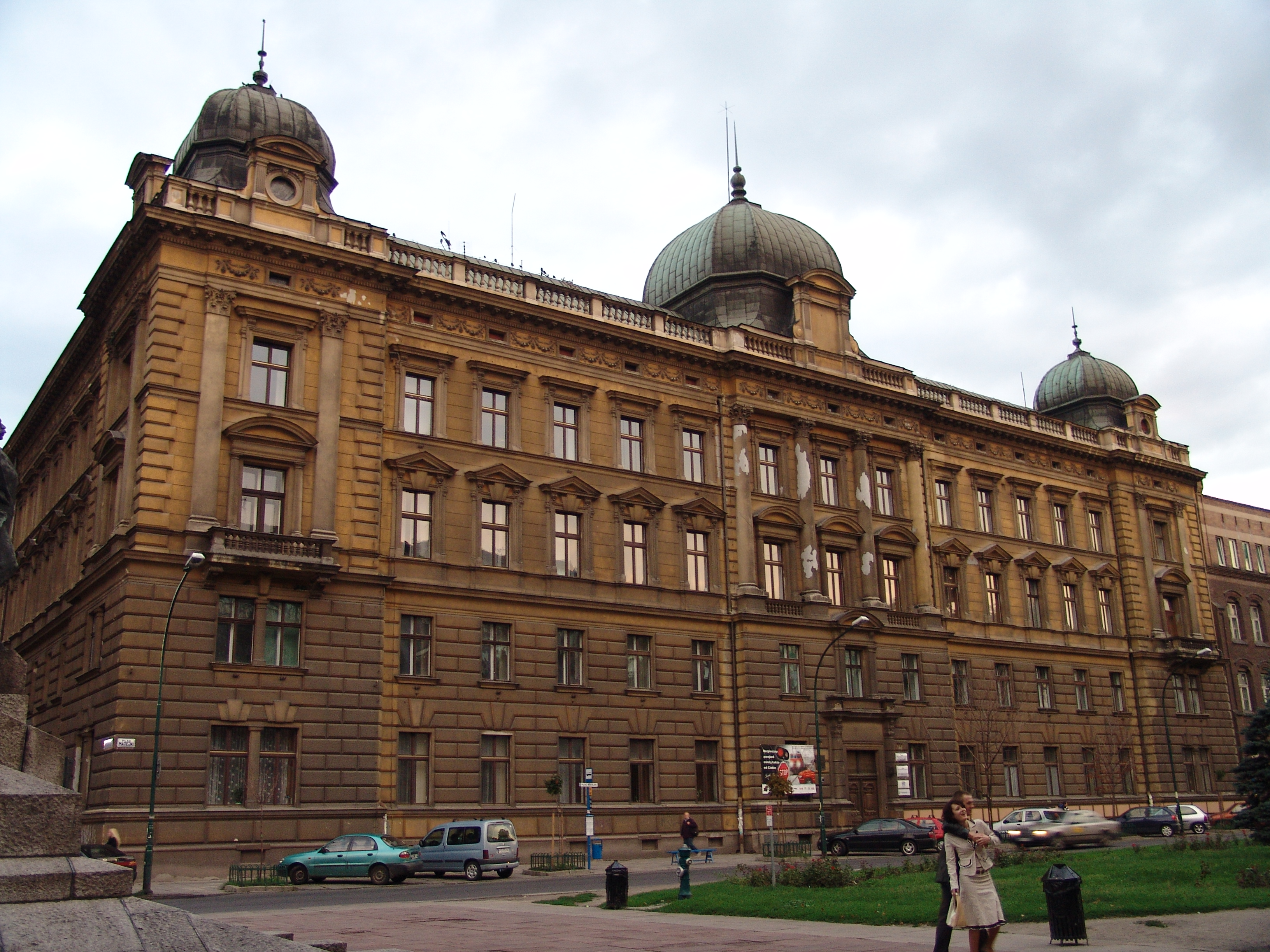
Tổng hành dinh của Tổng Chính phủ Đường sắt phía Đông (Ostbahn) ở Kraków, tại Plac Matejki

Ostbahn (tiếng Đức: là Đường sắt phía Đông) của Tổng Chính phủ, là cơ quan đường sắt của Đức Quốc Xã ở khu vực Chiếm đóng Ba Lan (1939-1945) trong Chiến tranh thế giới thứ hai, trực thuộc Tổng cục Đường sắt Phía Đông (tiếng Đức: Generaldirektion der Ostbahn, Gedob) ở Kraków; một chi nhánh của Đường sắt Quốc gia Đức Deutsche Reichsbahn trong lãnh thổ Generalgouvernement mới thành lập dưới quyền Hans Frank. Các đoàn tàu được dùng để làm sạch và tái định cư giai đoạn giữa hai cuộc chiến ở Ba Lan với những kẻ thực dân nói tiếng Đức nhân danh "Lebensraum", và đóng vai trò chủ yếu trong việc trục xuất hàng loạt Người Do Thái vào các Trại hành quyết Holocaust.

## Lịch sử

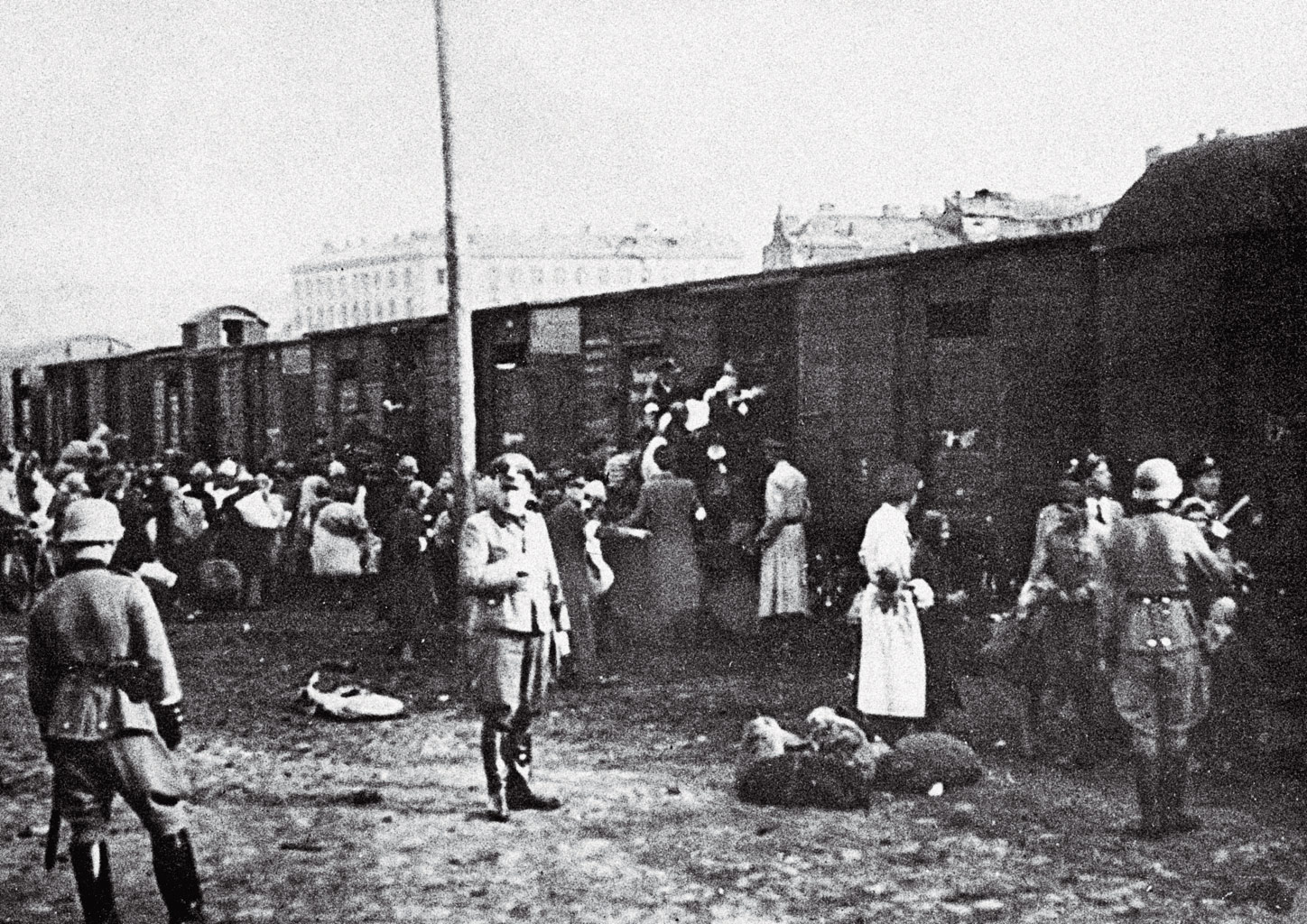
Lịch sử của Người Do Thái ở Ba Lan tại Umschlagplatz (tạm dịch: điểm trung chuyển) ở Ghetto Warszawa để lên Các đoàn tàu Holocaust do Ostbahn vận hành, năm 1942. Ngày nay, địa điểm này được bảo tồn như một di tích quốc gia của Ba Lan.

Sau Cuộc tấn công Ba Lan (1939) vào tháng 9 năm 1939, Đức Quốc Xã đã ngay lập tức giải tán Đường sắt Quốc gia Ba Lan (PKP), và bàn giao các tài sản của họ ở Silesia, Greater Poland và ở Pomerania cho Deutsche Reichsbahn. Tháng 11 năm 1939, ngay sau khi Tổng Chính phủ nửa thuộc địa được thiết lập ở miền trung Ba Lan bị chiếm đóng, một chi nhanh riêng của DRB có tên gọi Generaldirektion der Ostbahn (Kolej Wschodnia tiếng Ba Lan) đã được thành lập với tổng hành dinh được đặt tên GEDOB ở Kraków; toàn bộ các chi nhánh của DRB đều tồn tại bên ngoài nước Đức. Ban đầu, Ostbahn được cấp 3,818 kilômét (2,372 mi) tuyến đường sắt (gần gấp đôi năm 1941) và 505 km đường khổ hẹp.
Tháng 12 năm 1939, theo yêu cầu của Hans Frank ở Berlin, Ostbahndirektion đã được độc lập về tài chính sau khi trả lại 10 triệu Reichsmarks cho DRB. Việc loại bỏ các hư hỏng do bom mìn đã được hoàn thành năm 1940. Ban quản lý Ba Lan đã bị hành quyết trong các vụ xả súng hàng hoạt (xem: Intelligenzaktion năm 1939 và German AB-Aktion in Poland) năm 1940 hoặc bị bỏ tù tại các Trại tập trung của Đức Quốc xã. Các công việc quản lý được giao cho các sĩ quan Đức trong đợt đề bạt 8,000 vị trí làm việc. Phân khu phía Đông mới của DRB có 7,192 kilômét (4,469 mi) tuyến đường sắt mới và 1,052 km đường khổ hẹp (chủ yếu là công nghiệp) ở các khu vực sát nhập.